# The Men
The Men (bra: Espíritos Indômitos) é um filme estadunidense de 1950, do gênero drama romântico, realizado por Fred Zinnemann. 
Foi o primeiro filme de Marlon Brando.

## Sinopse
Ken Wilcheck é um ex-combatente que ficou paraplégico. Ele tenta adaptar-se à vida civil mas, como os seus companheiros que também ficaram paralíticos, sente-se marginalizado, apesar de ser apoiado por Ellen, sua noiva.[carece de fontes?]

## Elenco
- Marlon Brando .... Ken Wilcheck
- Teresa Wright ....Ellen
- Everett Sloane .... dr. Eugene Brock
- Jack Webb .... Norm Butler
- Richard Erdman .... Leo Doolin
- Arthur Jurado .... Angel Lopez
- Virginia Farmer .... enfermeira "Robbie" Robbins
- Dorothy Tree .... Harriet
- Howard St. John .... pai de Ellen
- Nita Hunter .... Dolores Lopez
- Patricia Joiner .... Laverne
- John Miller .... sr. Doolin
- Cliff Clark .... dr. Kameran
- DeForest Kelley .... dr. Sherman

## Prémios e nomeações
Oscar 1951 (EUA)
- Indicado: melhor argumento[carece de fontes?]

BAFTA 1951 (Reino Unido)
- Indicado: melhor filme[carece de fontes?]